# Эмилии
Эми́лии (лат. Aemilii) — один из старших римских родов (gentes maiores). По традиции ведут род от Мамерка, сына Пифагора (по версии Плутарха — Нумы Помпилия), прозванного за ораторские способности «Aemylos» («Aimilios»). Ветви Эмилиев — Лепиды, Мамерки, Павлы и Скавры.

## Список известных Эмилиев
Консулы:
- Луций Эмилий Мамерк — консул 484, 478 и 473 до н. э.
- Тиберий Эмилий Мамерк — консул 470 и 467 до н. э.
- Маний Эмилий Мамерк — консул 410 до н. э.
- Луций Эмилий Мамерцин — консул 366, 363 до н. э.
- Луций Эмилий Мамерцин Привернат — консул 341, 329 + диктатор 335 и 316 до н. э.
- Тиберий Эмилий Мамерцин — консул 339 до н. э.
- Квинт Эмилий Барбула — консул 317, 311 до н. э.
- Марк Эмилий Павел — консул 302 до н. э.
- Марк Эмилий Лепид — консул 285 до н. э.
- Квинт Эмилий Пап — консул 282, 278 до н. э.
- Луций Эмилий Барбула — консул 281 до н. э.
- Марк Эмилий Павел — консул 255 до н. э.
- Марк Эмилий Лепид — консул 232 до н. э.
- Марк Эмилий Барбула — консул 230 до н. э.
- Луций Эмилий Пап — консул 225 до н. э.
- Марк Эмилий Лепид — консул-суффект 221 до н. э.
- Луций Эмилий Павел — консул 219, 216 до н. э.
- Марк Эмилий Лепид — консул 187, 175 до н. э., великий понтифик 180-152 до н. э.
- Луций Эмилий Павел Македонский — консул 182, 168 до н. э.
- Марк Эмилий Лепид — консул 158 до н. э.
- Марк Эмилий Лепид Порцина — консул 137 до н. э.
- Марк Эмилий Лепид — консул 126 до н. э.
- Марк Эмилий Скавр — консул 115 до н. э.
- Марк Эмилий Лепид — консул 78 до н. э.
- Мамерк Эмилий Лепид Ливиан (из рода Ливиев, усыновлён Эмилиями Лепидами) — консул 77 до н. э.
- Маний Эмилий Лепид — консул 66 до н. э.
- Луций Эмилий Лепид Павел — консул 50 до н. э.
- Марк Эмилий Лепид — консул 46 и 42 до н. э., великий понтифик в 44—12 до н. э., участник второго триумвирата
- Павел Эмилий Лепид — консул-суффект 34 до н. э.
- Квинт Эмилий Лепид — консул 21 до н. э.

Двое консулов происходили из Эмилиев, но были усыновлены представителями других родов:
- Публий Корнелий Сципион Эмилиан Африканский — консул 147, 134 до н. э.
- Квинт Фабий Максим Эмилиан — консул 145 до н. э.

Диктаторы:
- Мамерк Эмилий Мамерцин — 437, 434 и 426 до н. э.
- Марк Эмилий Пап — 321 до н. э.
- Марк Эмилий Барбула — один раз в период с 291 по 285 до н. э.

Другие известные Эмилии:
- Мамерк Эмилий Мацерин[1] — военный трибун 438 до н. э.
- Маний Эмилий Мамерцин — военный трибун 405, 403 и 401 до н. э.
- Гай Эмилий Мамерцин — военный трибун 394 и 391 до н. э.
- Луций Эмилий Мамерцин — военный трибун с консульской властью 391[2], 389, 387, 383, 382, 380 и 377 годах до н. э.
- Луций Эмилий Регилл — претор
- Марк Эмилий Скавр — претор
- Марк Эмилий Лепид (муж Друзиллы)
- Эмилия Скавра — падчерица Суллы, вторая жена Помпея Великого

Потомки вольноотпущенников Эмилиев:
- Блоссий Эмилий Драконций — поэт и ритор;
- Эмилий Макр — поэт;
- Эмилий Папиниан — юрист;
- Эмилий Аспер (кон. II в.) — комментатор Теренция, Саллюстия и Вергилия;
- Марк Эмилий Эмилиан (207? — 253) — император, находившийся у власти ок. 3-х месяцев в 253 году.